# Karlo Kocjančič
Karlo Kocjančič, slovenski pesnik, novinar urednik in fotograf, * 8. april 1901, Škedenj pri Trstu, Italija, 20. februar 1970, Reka (Hrvaška).
Kocjančič je v Trstu končal realko, 1928 pa pred vse hujšim pritiskom fašizma emigriral v Ljubljano, kjer je delal kot novinar in urednik. Od 1929 se je ukvarjal s fotografijo. Leta 1948 se je preselil na Reko in tu vodil fotografske oddelke različnih ustanov. Je eden od pionirjev barvne fotografije na Slovenskem. Objavil je številne članke in dve knjigi o fotografiji.
Kocjančič se je že v mladosti posvetil literaturi, pisal je zlasti lirske pesmi.
Karlo Kocjančič (1901 – 1970)
Karlo Kocjančič, avtor prve originalne slovenske strokovne knjige o fotografiji, fotograf, novinar, urednik in književnik, je bil tržaški Slovenec, rojen 08.04.1901 v Škednju pri Trstu. Bil je tudi esperantist, pionir slovenskega turnega kajakaštva in planinec. Tretjino življenja je preživel v Trstu (1901–1927), tretjino v Ljubljani (1928–1947) in zadnjo tretjino na Reki (1948–1970).
Kot mnogi iz njegove generacije je Karlo Kocjančič po prvi svetovni vojni doživljal stopnjevanje odkritega nasilja nad Slovenci. V najbolj kritičnem času se je odzval na fašistični pritisk na Slovence in je aktivno deloval v organizaciji TIGR v Trstu. Imel je stike tudi z Danilom Zelenom. Prvič se je umaknil italijanskim oblastem v Ljubljano že leta 1919, kjer se je, kot je dejal sam, »vključil v slovensko »izgubljeno generacijo«, to je tisto, ki je dozorela v strahotah prve svetovne vojne in ki so jo naši literarni zgodovinarji poimenovali »slovenski ekspresionisti«. V resnici pa so se v Klubu mladih, tedanji popolnoma neformalni združbi te generacije, zbirale tako različne osebnosti, kot so pesniki Podbevšek, Premru, Stante, Onič, Seliškar in Jarc, glasbeniki Kogoj, Osterc in Bravničar, upodabljajoči umetniki France in Tone Kralj ter Jakac, kritiki kakor Josip Vidmar, razni igralci itd.«
Karlo Kocjančič je z literarnim in novinarskim delom začel zelo zgodaj. Pisal je v štirih jezikih: v slovenskem, italijanskem, srbohrvaškem in kasneje je delil s prijatelji svoje pesnitve, novele in eseje tudi v esperantu. Opravljal je uredniško, kritiško in poročevalsko delo v publikacijah, ki so sooblikovale podobo slovenske zgodovinske avantgarde. Njegovo literarno delo je pretežno ostalo ohranjeno samo v revijalnih objavah ali pa je ostalo celo v rokopisu. Z literarnim in novinarskim delom je začel v (delno ohranjenem) dijaškem listu Maj. Njegovo članstvo v Ljubljanski sekciji Jugoslovenskega novinarskega združenja se je pričelo 1. januarja 1920. V letih 1920–1924 je urejal Kres, mesečnik delavskih prosvetnih društev »Svobode« v Ljubljani, nato socialistični dnevnik Naprej v Ljubljani, Mariboru, Celju in Krškem, pozneje pa še tednika Ljudski glas in Volksstime.
Okoli leta 1923 je pričela nastajati njegova zbirka pesnitev Večna plamenica, ki jo je občasno dopolnjeval skozi vse svoje življenje in je postala del večje zbirke poezij, ki nosi naslov Lirika. Večna plamenica je bila le delno objavljena v Ljubljanskem zvonu (1924–1928), v tržaškem Ženskem svetu in v Našem glasu. V nemščini napisan odlomek njegove poezije je bil objavljen v avantgardni reviji Herwartha Waldena Der Sturm, januarja 1929. O poeziji Karla Kocjančiča je S. Sitar precej kasneje, okoli leta 1967, na otoku Krku posnel oddajo z naslovom Tu odkril sem znak. Oddaja je ohranjena v arhivu TV Slovenije.
Karlo Kocjančič je v drugi polovici dvajsetih let poskušal najti založnika za svoj roman Dva, napisan leta 1924. Za roman je intenzivno pomagal iskati založnika tudi njegov prijatelj Angelo Cerkvenik, vendar brezuspešno. Roman je nato izšel  okrajšan pod naslovom Zapiski Borisa Molana v ilustrirani tedenski prilogi časnika Jutro, Življenje in svet, 1933. Iz tistega časa je tudi Kocjančičeva enodejanka v šestih prizorih Skozi ognjeno konjenico.
Leta 1925 so Karla Kocjančiča poslali na služenje v sanitetno enoto v Firencah. Iz tega časa je ohranjen njegov obsežen, literarno in dokumentarno zanimiv Florentinski dnevnik (Capriccio fiorentino), ki razkriva življenje slovenskih fantov in razmere v italijanski vojski. Po vrnitvi v Trst je Karlo Kocjančič nekaj časa nadomeščal urednika pri tržaški Edinosti, sodeloval v Ženskem svetu in bil glavni urednik prvih številk glasila Zveze mladinskih društev v Trstu Naš glas. V Trstu je neposredno spremljal gibanje futuristov / konstruktivistov. Njegovi številni feljtoni, glasbene, gledališke in knjižne recenzije iz tega časa razkrivajo njegovo široko razgledanost, napredna stališča, pa tudi ostro kritiko kulturnega dogajanja v ožjem tržaškem prostoru. V ljubljanskem obdobju 1928–1947 je Karlo Kocjančič deloval v časopisni hiši Jutro, kjer je bil redaktor kulturne rubrike.
Karlo Kocjančič je bil ob spremljanju avantgardnih tiskov in ob pisanju likovnih recenzij seznanjen tudi s sodobnim vizualnim medijem, fotografijo. Že leta 1915 je dobil svoj prvi fotografski aparat, Kodakov Pocket box, s katerim je nastal njegov prvi ohranjen avtoportret (1916). Zaradi vojne in povojnih socialnih in političnih stisk se je Karlo Kocjančič ponovno posvetil fotografiji šele, ko se je proti koncu dvajsetih let nastanil v Ljubljani. Novinarsko delo v Ljubljani ga je povezalo z Lojzetom Pengalom, s katerim sta ustanovila The Balkan Photo Service v Strossmayerjevi ulici. Na pobudo Karla Kocjančiča in Lojzeta Pengala je bil v začetku leta 1931 ustanovljen pripravljalni odbor za Fotoklub Ljubljana. Ustanovnega občnega zbora Fotokluba Ljubljana se je 20.10.1931 udeležilo 180 oseb.
Življenje Karla Kocjančiča v Ljubljani je postalo neločljivo povezano s Fotoklubom Ljubljana. Kronika Fotokluba Ljubljana, ki jo je pisal vsa leta obstoja kluba (1931–1947), je po dnevih pisan, neizčrpen vir podatkov o delu, ki omogoča datacijo posnetkov, narejenih na skupnih fotografskih izletih. V Fotoklubu Ljubljana je Karlo Kocjančič poleg aktivnega tajniškega dela načrtoval tečaje, bil je predavatelj, pobudnik fotografskih izletov, pisal je o klubskem delu v slovenske časnike in urejal fotografske rubrike. Bil je med organizatorji mednarodnih fotografskih in klubskih razstav, član žirij in pisec teoretičnih razprav o fotografiji.
Z izkupičkom od prve društvene razstave (14. –26. maj 1932 v Jakopičevem paviljonu) in s posojilom je Fotoklub Ljubljana lahko kupil paviljon kiparja Lojzeta Dolinarja v Levstikovi ulici, kjer je klub zaživel polno življenje in tako vplival na rast slovenskega fotoamaterskega gibanja. Opremljena fotografska klubska temnica je omogočala delo članom, uporabljali pa so jo tudi za demonstracije različnih postopkov in za začetniške tečaje. Pri tem je treba upoštevati dejstvo, da je bila v tistih časih opremljena fotografska temnica draga.
Tri leta po ustanovitvi je Fotoklub Ljubljana že organiziral v Ljubljani prvo mednarodno fotografsko razstavo, ki sta ji sledili še druga in tretja, četrto pa je prehitela druga svetovna vojna. V štirih letih je postal FKL svetovno znan in zaželen na fotografskih razstavah vseh kontinentov. To je bil čas, ki so ga poimenovali »zlata doba slovenske fotografije«. Velik vzpon in mednarodni ugled slovenskih fotografov tega časa (Fran Krašovec, Janko Skerlep, Peter Kocjančič, Ante Kornič, Marjan Pfeifer, Lujo Michieli, Srečko Grom, Ivo Gogala, Janko Branc …) je temeljil predvsem na izjemno aktivnem delovanju ljubljanskega fotokluba, ki jim je organizacijsko, z opremljeno fotografsko temnico, z delovnim vzdušjem in rednimi fotografskimi izleti v okolico Ljubljane omogočal pogoje za delo in polno sprostitev ustvarjalnih sil.
V času pred drugo svetovno vojno je bil Karlo Kocjančič najbolj znan po portretih, krajinah in ženskih aktih. Njegove slike so bile opažene na številnih razstavah, povzete v katalogih in tudi nagrajene. Njegove aktne študije niso poudarjale zunanje skladnosti telesa ampak so skušale izražati stanje. Pri fotografiji Karla Kocjančiča zanima teoretična, eksperimentalna plat bolj kot novinarska. Njegovi posnetki iz 1929 kažejo nekoliko zapoznel slovenski odmev na novo stvarnost (tihožitja, vzpostavitev predmeta). Tudi sam se je dotaknil tega obdobja v uvodniku k reprezentativnemu zborniku Slovenska fotografija leta 1935, ko je ugotovil, da že pripada preteklosti. Za zbornik Slovenska fotografija je opravljal tudi uredniško delo. Ekspresionizem v fotografiji je bolj sporna kategorija in se skoraj ne omenja, njegovi posnetki iz začetka tridesetih let 20. stoletja pa navajajo prav na ta stilni tok (Avtoportret, 1930; Avtoportret (Portret brez oči), 1932).
Fotografska publicistična dejavnost Karla Kocjančiča je v tem obdobju zajemala uredniško delo pri reprezentativnem zborniku Slovenska fotografija, ki ga je izdal Fotoklub Ljubljana leta 1935 in pri številnih katalogih za razstave fotografije v Ljubljani. Mnogo njegovih teoretičnih člankov, polemik in recenzij o fotografskih prireditvah je izšlo v časnikih Jutro, Slovenski narod, predvojni slovenski fotografski reviji Fotoamater in mednarodni reviji Die Galerie, v kateri je bil zlasti odmeven članek, »Für eine metodische Bildwertung«, v majski številki leta 1937,  ki je obravnaval metodo objektivnega ocenjevanja fotografij. V Ljubljani in v večjih slovenskih krajih je imel številna predavanja s projekcijami črno-belih in barvnih diapozitivov, na katerih je predstavil najboljša dela članov Fotokluba Ljubljana, priljubljena tematika njegovih predavanj je bila krajina, žanrski motivi in cvetje naših alp. Vrsto predavanj o razvoju slovenske fotografije in o stanju v slovenski in jugoslovanski kinematografiji je imel med letoma 1937 in 1939 tudi na ljubljanskem radiu.
Začetek druge svetovne vojne je prekinil priprave  na četrto mednarodno fotografsko razstavo. Zadnja redna seja Fotokluba Ljubljana je bila 03.11.1941, ko je klub dokončno prenehal z delom in tako posredno tudi odklonil ponujeno sodelovanje na razstavah v Italiji oziroma sodelovanje z okupatorji. Karlo Kocjančič je za časa okupacije deloval v Ljubljani na redakciji časnika Jutro in kot aktivist ilegalne organizacije OF je s pomočjo odplombiranega radia pošiljal partizanom poročila zavezniških postaj. V redkem prostem času se je ukvarjal z literarnim delom, predvsem s poezijo, prevajanjem knjig iz nemščine in angleščine ter s študijem botanike in mikologije.
Po vojni je bilo obnovljeno delo Zveze slovenskih fotoamaterskih društev (ZSFAD) in Fotokluba Ljubljana že 30.07.1945 ob aktivnem sodelovanju Lojzeta Pengala in Karla Kocjančiča, vendar povojne zaviralne družbene in materialne razmere niso omogočile vrnitve v stare čase. Družbena ureditev je v fotografskem aparatu videla predvsem vohunsko orodje, vladalo je tudi pomanjkanje fotografskega materiala. Pojavljale so se težnje drugačnega organiziranja in drugega vodstva organizacije, ki naj bi v novih pogojih predvsem služila vojaški in notranjepolitični krepitvi režima. Zadnje dejanje FKL je bila »Razstava umetniške, znanstvene in dokumentarne fotografije« januarja 1947 v Jakopičevem paviljonu. Organizatorji razstave so imeli težave, saj so bile tendence, da se razstava onemogoči. 26.01.1947 je bila dopoldne likvidirana Zveza slovenskih fotoamaterskih društev Slovenije in s tem vsi formalno še obstoječi fotoklubi, popoldne pa je bila ustanovljena nova fotoamaterska organizacija v okviru Komisije »Tehnika in šport« pri Fizkulturni zvezi Slovenije. Najvidnejši stari člani Fotokluba Ljubljana so se umaknili in razšli, najaktivnejši med njimi pa so poiskali zavetje v Uradu za informacije in v raznih podjetjih, kjer so nadaljevali s fotografskim delom.
Karla Kocjančiča omenjamo tudi kot avtorja prve originalne slovenske strokovne knjige Pot v fotografijo, ki je izšla pri založbi Mladinska knjiga v začetku leta 1948 (ob poskusih, da bi preprečili njen natis). Ko je avtor vodil fotografski tečaj za začetnike, prvi po drugi svetovni vojni, se je pokazalo veliko pomanjkanje literature s tega področja, ki bi naj bila v oporo ljubiteljem fotografije in voditeljem tečajev. Pot v fotografijo je nastala na podlagi znanstvenih osnov in avtorjevih dolgoletnih izkušenj, v njej je avtor v pregledni obliki prikazal bistvene lastnosti fotografske prakse tistega časa. Tovariši iz Fotoamaterskega društva Ljubljane so s svojimi nasveti ter slikovnimi prispevki pomagali, da je bila prva slovenska fotografska knjiga v vsakem pogledu na zadovoljivi višini, avtorjev sin, nekaj časa najmlajši član FKL, Drago Kocjančič pa je takrat prispeval ilustracije (leta 1980 je Drago Kocjančič pri Mladinski knjigi izdal fotografsko knjigo Fotografirajmo, snemajmo). Za Pot v fotografijo so prispevali fotografije naslednji avtorji: Franc Bazelj, Karel Bolaffio, Janko Branc, Milan Dular, Ivo Frelih, Ivo Gogala, Karlo Kocjančič, Oskar Kocjančič, Peter Kocjančič, Ante Kornič, Tone Krisper, Janez Marenčič, Lujo Michieli, Lojze Pengal, Jože Petek, Marjan Pfajfer, Vlado Simončič, Slavko Smolej, Jela Watzke. Knjiga je bila pozneje dopolnjena in je izšla pri Državni založbi Slovenije leta 1960 pod naslovom Pot v novo fotografijo. Vzporedno je avtor začel pisati tudi osnutek knjige Pot v kinematografijo, vendar rokopisa zaradi odhoda iz Ljubljane ni dokončal.
Na Reki se je Karlo Kocjančič dokončno posvetil fotografiji kot poklicni dejavnosti, ko je 01.03.1948 prevzel mesto fotoreporterja v Generalni direkciji trgovske mornarice. Takrat uvoza fotografskega materiala skoraj ni bilo. Redko je uspelo z ladjami »pretihotapiti« iz Amerike kakšno škatlo Kodakovega fotografskega papirja. Leta 1948 je snemal na črno-beli 35-milimetrski Mimosa film, ki so ga zaplenili Nemcem v zadnjih bojih leta 1945. Takrat je pokazal vse svoje znanje in s pomočjo ljubljanskega klubskega prijatelja inž. Luja Michielija nabavil nekaj redkih kemikalij, s katerimi je filmu popravljal izgubljeno barvno občutljivost (pankromatizem).
Kmalu po prihodu na Reko se je povezal s tamkajšnjo fotoamatersko organizacijo, ki je takrat še životarila. Karlo Kocjančič je na Reki ponovil zgodbo o uspehu in prispeval vse svoje izkušnje, znanje in voljo k postopnemu številčnemu in kakovostnemu razvoju organizacije. Spet je predaval in vodil tečaje, spodbujal tudi druge k sodelovanju, bil je pobudnik fotografskih izletov po mestu in okolici, klubskih in tudi mednarodnih razstav na Reki, bil je med iniciatorji  tam že tradicionalne razstave »Morje« in nekaterih tematskih razstav. Ta del organizacije Ljudske tehnike se je leta 1951 preimenoval v Fotoklub Rijeka, ki je takoj priredil svojo prvo klubsko razstavo.
Zaradi reorganizacije pomorskega ministrstva in njegovih ustanov okoli leta 1950, se je Karlo Kocjančič zaposlil v Severnojadranskem inštitutu zagrebške Akademije znanosti in umetnosti, kjer je ostal do upokojitve leta 1964. Njegova fotografska delavnica, kjer je ustvarjal fotografije ob olivno-rumeni temnični luči, je bila zanimivo intelektualno križišče. Tja so prihajali slovenski in hrvaški prijatelji, npr. književnik Drago Gervais, arhitekt Zdenko Sila, igralec Veljko Maričić, takrat najbolj znani jugoslovanski Hamlet, strokovnjak za mednarodno pomorsko pravo dr. Milan Trampuž, igralec in slikar Ermano Švara, reški slikarji in kiparji Žunić, Uzorinac, Mitrović in Čikoš, direktor Narodne galerije na Reki Boris Vižintin – in tam so ga našli celo nekateri stari tržaški prijatelji, Ferdo Delak, Drago Pahor in reporter Mario Magajna.
Tudi na Reki Karlo Kocjančič ni opustil književnega dela. V slovenščini je pisal krajše pesmi, dnevnike, prozne sestavke, črtice, krajše dramske tekste in zasnoval je prizornik Obraz kraljice Nefertite (1952). Med daljšimi teksti velja omeniti potopisno delo Veter med otoki (1960) in filozofsko razpravo Na zaključkih (1962). Od leta 1963 dalje je začel nastajati nov opus v esperantu. V esperanto je prevedel svoje najboljše pesnitve, pisal je novele, satirične stihe, kratke eseje, dramolete in jih občasno izdajal in pošiljal esperantskim prijateljem v mikrofotografirani revijici Mikrogramoj. Zadnja leta je tudi dnevnik pisal le še v esperantu.
Novinar, fotograf in književnik Karlo Kocjančič je bil tudi veslač, pionir slovenskega turnega kajakaštva. Že leta 1931 je v časniku Jutro objavil posnetek sklopnega kajaka nemške izdelave (Klepper). Karlo Kocjančič in dr. Albert Staržik, oba člana ljubljanskega Fotokluba, sta leta 1934 opravila prvi poskus, da bi s tem kajakom preveslala jadransko obalo od Kotora do Sušaka. Ko se je preselil na Reko, je bil Karlo Kocjančič klub letom poln idej, celo avanturističnih, zato sta s sinom Dragom leta 1955 z dobre tri metre dolgim lesenim sandolinom oziroma kajakom tipa Pionir obiskala kanjon reke Zrmanje in veslala po Novigrajskem in Karinskem morju, kjer sta pridobila precej izkušenj o tem, kakšen naj bi bil čoln primeren za morje in burjo. Takrat pri nas še ni bilo umetnih smol in so bile izjemno drage, zato sta se odločila za »švedsko« gradnjo. V ladjedelnici Žurkovo sta dala zgraditi pet metrov in pol dolg lesen kajak lastne konstrukcije in dobrih plovnih lastnosti, s katerim sta opravila v avgustu leta 1957 in 1958 dve, mesec dni trajajoči potovanji. Prvo potovanje na relaciji Reka – Krk – Plavnik – Cres (vzhodna obala) – Veli Lošinj – Ilovik – Silba – Molat – Dugi otok (vzhodna obala) – Sali, je potekalo ves čas v zelo slabem vremenu. Drugo potovanje na relaciji Zapuntel (Molat) – Veli rat – Sali – Proversa – Telašćica – Kornatsko otočje – Molat – Zadar – Nin – Stari grad – Lukovo Šugarje je bilo zaradi ugodnega vremena uspešnejše, a ga je proti koncu vendarle prekinila orkanska burja in onemogočila, da bi na koncu preveslala Velebitski kanal. Njegova potovanja s kajakom po Jadranu so bila opažena in zabeležena tudi v tisku in so bogato fotografsko dokumentirana.
Iz zapuščine Karla Kocjančiča je Drago Kocjančič izbral in uredil fotografska dela za retrospektivo, ki je bila predstavljena s pomočjo Arhitekturnega muzeja Ljubljana, od 04.02.1999 do 04.03.1999 v Jakopičevi galeriji v Ljubljani.
V letu 2022 je izšla pri založbi Didakta (uredil s spremno besedo Edo Kozorog) prva izdaja knjige Veter med otoki, za katero Karlo Kocjančič v povojnem obdobju ni našel založnika. Leta 1969 je v Reki razočaran zapisal: "Dejansko, en sam poskus sem napravil v vseh povojnih letih, da plasiram neko stvar (knjigo Veter med otoki), na slovenski knjižni trg. In ta poskus je propadel, menda zato, ker sem se dotikal med drugim nerodnih pojavov v naši stvarnosti. Niti ena založba ni spravila toliko poguma skupaj, da bi to delo izdala, čeprav so ga povsod hvalili."